# خانم معلم زبان
خانم معلم زبان (انگلیسی: La professoressa di lingue) که با عنوانِ روی نوک زبان (انگلیسی: On the Tip of the Tongue) هم شناخته می‌شود، یک فیلم کمدی جنسی ایتالیایی به کارگردانی دموفیلو فیدانی است که در سال ۱۹۷۶  منتشر شد. از بازیگران فیلم می‌توان به فمی بنوسی و پوپو د لوکا اشاره کرد.

## خلاصه داستان
داستان فیلم در پروجا می‌گذرد. میکله باید زبان‌های خارجی را یاد بگیرد تا بر لکنت خود غلبه کند. اما معلم خصوصی او زنی زیبا و اغواگر به نام پاملا است.